# Maria Ourida Hamza
Pour les articles homonymes, voir Hamza.
Maria Ourida Hamza, née le 21 octobre 2004 à Sidi M'Hamed, est une gymnaste rythmique algérienne.

## Carrière
Maria Ourida Hamza remporte trois médailles de bronze aux championnats d'Afrique de gymnastique rythmique 2020 (en groupe au général, en groupe 5 ballons et en groupe 3 cerceaux + 2 massues).